# Belém (distrito de São Paulo)
Belém es un distrito situado en la zona sudeste de la ciudad de São Paulo, Brasil, administrado por la subprefectura de Mooca. Belém alberga un hito importante de São Paulo y del mismo país: la Vila Maria Zélia, la primera villa obrera de Brasil. Ideada por el industrial Jorge Luis Street, la villa era una extensión de su industria que ofrecía condiciones dignas de vivienda a sus obreros.
El distrito está servido por la Estación Belém de la línea 3. Dentro del distrito también se ubicará la futura estación Catumbi de la planificada línea 19-Celeste del Metro

## Distritos limítrofes
- Vila Maria y Vila Guilherme (norte).
- Tatuapé (este)
- Mooca y Água Rasa (sur).
- Brás y Pari (oeste).